# KEIBAワンダーランド (三重テレビ)
KEIBAワンダーランドPart1,Part2（三重テレビ制作分）は三重テレビ放送制作の毎週日曜日の競馬中継である。三重テレビでは1980年10月から競馬中継のレギュラー編成がスタートした。

## 概要
日曜日の中継は1987年4月頃から本格的にスタートさせている。
元々日曜日の15時から16時の放送については東海テレビ放送にて放送されていた（現:番組名『KEIBA BEAT』・中京競馬場での開催時のみ自主制作、他は関西テレビ放送、テレビ西日本からのネット受け）ため、形式上この時間帯を挟んでのリレー中継をいう形を取ってスタートした。
以前、三重テレビが制作する競馬放送は「土曜ワイドスペシャル競馬中継」「日曜競馬リレー中継」という題名だったが、2010年1月開催からKBS京都と同じ「KEIBAワンダーランド」のタイトルを共有する事になった。
また、テレビ愛知開局前（1969年の三重テレビ放送開始〜1983年8月）は土曜日裏開催の時に自主制作していたが、その後土曜日はテレビ愛知制作の「土曜競馬」の裏送り放送に移行。少し間を空けた1985年の開催から三重テレビ自主制作を日曜に移行している。なお、テレビ愛知開局前はMTVとは別に愛知県の中京テレビ放送も土曜日中心で「CTV中央競馬実況中継」と銘打って放送し、CTVもKBSからのネット受けを行っていたが、裏開催時のCTVの自主制作があったのか、また2局同時進行放送だったのかリレー中継だったかの詳細は不明である(土曜ワイドスペシャル#三重テレビの『土曜ワイドスペシャル・競馬中継』参照）。

## 中継の体裁

### 中京競馬非開催時
KBS京都テレビ制作の『KEIBAワンダーランド』。（2008年3月までは「競馬中継」のタイトルで放送。三重テレビでは「土曜ワイドスペシャル競馬中継」「日曜競馬リレー中継」のタイトルに差し替え）を放送。

#### 5〜6月の主場開催時
主場開催の場合は、KBS京都が制作スタッフ・出演者を中京競馬場に派遣し中継を行うため、非開催時と同様の扱いとなる。

#### 第3(ローカル)場開催時
フリーアナウンサーや名古屋の各スポーツマスコミの記者が出演して自主制作を行っている。
CM入りの際に使われるタイトルロゴはOP/EDおよびKBS京都/テレビ愛知制作分とは全く違う独自のロゴを表示させている。
なお土曜日についてはテレビ愛知が制作（KEIBAワンダーランド (テレビ愛知)）する。15:00〜16:00はテレビ愛知と同時中継、それ以外は裏送りの形となっていたが、2006年1月からは15:00〜16:00の同時中継がなくなり、土曜も日曜同様リレー中継となった。
自社制作時の実況映像はKBS京都には提供されていない。関東・関西主場のレースはJRA公式中継映像とラジオNIKKEIの実況音声を使って中継される。テレビ愛知やKBS京都制作と違って、JRA公式中継映像を使用して本馬場入場の中継も行われる（1部のみ。但し紹介するのは畑野謙二）。2009年より、レース映像をのぞいてハイビジョン制作となった。
なお、2007年11月24日は開催が急遽決定された影響か、三重テレビからは中継せず、KBS京都が制作したレース中継を行った。

## 三重テレビ自社制作時の番組出演者
- 司会

長谷川満（土曜日）= 実況も兼任
高野勝正（日曜日）
- アシスタント

新井智映子（土曜日）
友松純（日曜日）
- 解説者

井上政行（競馬ブック・土曜日）
市川邦之（競馬ファン）
井尻恵三（競馬ブック）
黒柳勝博（中日スポーツ）
若原隆宏（中日スポーツ）
大野英樹（名古屋タイムズ）
海老原秀夫（中日スポーツ）
なお井尻以外は第1部のみ出演。2部は最終レースの実況しかないため。
- 実況

畑野謙二（弘報館所属、名古屋・笠松競馬場の場内実況アナウンサー）
高木大介（テレビ愛知アナウンサー、土曜第1部のみ）
寺西裕一（KBS京都製作の中継にも担当）

## 制作協力（中京競馬場からの放送時）
- 東海タイトルワン
- 放送映画製作所（2010年1月の中京臨時開催〜）
- Express（〜2009年12月）

## 自社制作終了
- 2011年から日本BS放送において「BSイレブン競馬中継」が開始され、これに付随して独立県域局での中央競馬の自主制作放送（関東地区・中央競馬ワイド中継、関西地区・KEIBAワンダーランド）が2010年末で打ち切られ、その代替として東名阪ネット6加盟各局ととちぎテレビ・群馬テレビ・奈良テレビ放送では土曜・日曜の14時からBSイレブン制作の番組を「JRA競馬中継」として放送することになり、三重テレビにおける中京競馬の自主制作放送は2010年3月の開催（※）で事実上終了となった。

※同年4月より2012年1月まで中京競馬場が全面改修工事に取り掛かっていたため。この期間は夏季主場開催は京都、春季・冬季のローカル開催は小倉で振り替えている。
- また、土曜日の開催は2006年以後テレビ愛知とのリレー中継仕立てで、中京ローカル開催時はテレビ愛知裏送り、それ以外の日は原則KBS京都制作で放送していたが、今回の改編に伴いテレビ愛知・KBS京都制作の中継放送（2011年よりうまDOKIへ移行）も取りやめになっていたが、テレビ愛知が2012年3月で競馬中継から撤退したため、4月以後、KBS制作の中継のネット受けを再開した。なお中京競馬がローカル開催であっても自社制作はせず、基本的にJRA製作の公式映像（グリーンチャンネルと同じもの）を使用し、重賞は生中継、それ以外のメイン競走である場合は録画（まれに生中継）で放送している。

## その他
Part1の終了時には「4時からKEIBAワンダーランド　Part2をお送りいたします」と表示されるが、「KEIBAワンダーランドPart1 END」の表示が消えてから表示される。（土曜日は2部制なのは三重テレビのみであるため、消える前に表示）